# Панайотис Хадзиниколау
Панайотис Николау Хадзиниколау (на гръцки: Παναγιώτης Χατζηνικολάου) е гръцки политик, министър.

## Биография
Роден е в Орестиада в 1932 година. По образование е зъболекар. На изборите на 3 ноември 1963 година е избран за депутат от Еврос от листата на Националния радикален съюз на Караманлис. След възстановяването на демокрация е седем пъти депутат след това (1974, 1977, 1981, 1985, 1989, 1990, 1993) от Нова демокрация. В два периода е министър на Македония и Тракия от 2 юли 1989 до 12 октомври 1989 и от 8 август 1991 до 13 октомври 1993 година. От 12 април 1990 до 8 август 1991 е заместник-министър на земеделието. В навечерието на изборите от 22 септември 1996 година напуска политиката.
Синът му Никос Хадзиниколау (р. 1962) е виден журналист и издател.